# Max Hartenstern
Max Hartenstern (* 6. März 1999) ist ein deutscher Mountainbiker, der im Downhill aktiv ist.

## Sportlicher Werdegang
Seine sportliche Laufbahn im Radsport startete Hartenstern beim BMX. Von 2007 bis 2012 erreichte er vordere Platzierungen im Nachwuchsbereich bei den Deutschen BMX-Meisterschaften und im BMX-Cup Bundesliga. 2012 wechselte er zum Mountainbikesport und begann mit dem Downhill.
2016 wurde Hartenstern noch als Junior erstmals Deutscher Meister im Downhill in der Elite. Zunächst nur als Junioren-Meister geehrt, wurde ihm der Titel durch den Bund Deutscher Radfahrer nachträglich zuerkannt, da er die insgesamt schnellste Zeit gefahren war.
Zur Saison 2017 wurde er Mitglied im Downhill-Team von Cube. Nach der zweiten Deutschen Meisterschaft gewann er bei den UCI-Mountainbike-Weltmeisterschaften die Bronzemedaille bei den Junioren. Im Junioren-Weltcup fuhr er konstant unter die Top 10.
Nach dem Wechsel in die Elite konnte Hartenstern den nationalen Titel bisher noch viermal verteidigen. International zunächst nicht konkurrenzfähig, verbesserte er sich von Saison zu Saison. 2021 stand er in Les Gets als Zweiter erstmals auf einem Weltcup-Podium.
Bei den Deutschen Meisterschaften 2022 gewann er seinen sechsten Titel. Auch 2023 war Hartenstern der Schnellste in der Elite, im Rennen der U19 fuhr jedoch Henri Kiefer die beste Zeit des Tages und wurde – so wie Hartenstern im Jahr 2016 – auch zum Deutschen Meister in der Elite gekürt. Im Weltcup kam Hartenstern 2022 und 2023 mehrfach unter die Top 20.

## Erfolge
2016
- Deutscher Meister – Downhill

2017
- Weltmeisterschaften (Junioren) – Downhill
- Deutscher Meister – Downhill

2018
- Deutscher Meister – Downhill

2019
- Deutscher Meister – Downhill

2020
- Deutscher Meister – Downhill

2022
- Deutscher Meister – Downhill